# 渡瀬剣士郎
渡瀬 剣士郎（わたせ けんしろう、1988年9月6日 ）は、日本の俳優、パフォーマー、YouTuber。映画、Vシネマを中心に出演している。俳優業をしながら、侍パフォーマーとしても国内外で活躍。
小学5年生から野球を始める。津田シニア在籍時に当時名古屋北シニア所属、元中日ドラゴンズの堂上直倫からヒット放つ。
高校2年生の頃から芸能界に憧れ歌手になることを志す。テレビ愛知「玉ちゃんの青春カラオケ大学」第42回大会チャンピオンを受賞。
四日市大学進学後はカメラマンを目指し地元のテレビ局でアルバイトを始める。大学3年時に同局のテレビドラマに出演。再び芸能界への道を志し大学を中退。
2010年上京。2012年3月、下北沢 楽園にて舞台「精霊夜曲〜最も古い首つりの木〜」にて主演 石川義行役にてデビュー。同年、映画「戦国少女伝妖怪忍者忍」にて主演 斎藤勝秀役にてスクリーンデビュー。
2016年、侍パフォーマーとしての活動を開始。2018年、スイス公演「JapAniManga Night 2018」出演。2019年、フランス公演「第２０回　Japan Expo（2019）」出演。同年、ベトナム公演「KANAGAWA FESTIVAL in HANOI」出演。
2023年2月、New York Carnegie Hall にて チャリティーイベント 「NEW＆JAPAN」に出演。織田信長役を演じ、現地の観客を沸かせた。

## 主な出演作品

### 映画・Vシネマ
- 戦国少女伝妖怪忍者忍[3]（2012年、監督：かわさきひろゆき）主演 斎藤勝秀役
- くノ一処刑人[5]　拷問地獄旅（2012年、監督：かわさきひろゆき）秋砂役
- 百地三太夫の逆襲（2012年、監督：かわさきひろゆき）織田信雄役
- 凍牌（2013年、監督： 小沼雄一）倉橋組組員役
- 柔道ガールズ[6]（2014年、監督：かわさきひろゆき）木口正嗣役
- ホワイトウィザード W・W 白の魔術師[7]（2014年、監督：かわさきひろゆき）江口要役
- 支配人の夢と座敷わらしの恋（2015年、監督：米澤成美）主演 轟役
- LIFE IS STRESS（2015年、監督：北川貴晴）オタク役
- 朱音（2016年、監督：田港栄輝）恋弥役
- 幕末HEROS（2019年、監督：橋本知佳）野呂山役
- 日本の感染症対策（2020年、監督：橋本知佳）サラリーマン役
- 私だってするんです（2022年、監督：荒木憲司）徹夜役
- ボクたちの制服は喪服だった（2022年、監督：越坂康史）橋本卓也役
- セイシ（2022年、監督：米澤成美）ホストセイシ役
- グリーンバレット 最強殺し屋伝説国岡 合宿編（2022年、監督：阪元裕吾）FOXハンター役

### 舞台
- 精霊夜曲〜もっとも古い首つりの木（2012年、演出：かわさきひろゆき）主演 石川義行役
- Complex dial（2013年、演出：富樫勘九郎）檜原翔太役
- ガイスト・デア・トーテン（2013年、演出：武蔵）エルンスト役
- 風のその後の又三郎（2013年、演出：かわさきひろゆき）主演 又三郎役
- 竜の落とし子（2014年、演出：新里哲太郎）子海役
- 本気で恋愛やろうとしたら困難できました（2015年、演出：高橋ゆーすけ）夜神秀人役
- RUBBISH HOUSE！（2015年、演出：中村恵子）森久保士郎役
- じぶんの時間（2016年、演出：谷碧仁）竹沢良輔役
- 青に寄りそう教会で（2017年、演出：米澤成美）山田竹男役

### テレビドラマ
- 鍵のかかった部屋（2012年、フジテレビ）
- 黒の女教師（2012年、フジテレビ）
- 配達されたい私たち（2013年、WOWOW）
- 今は役に立たないけど、いつか 知っててよかったと思うやりかた大図鑑（2013年、フジテレビ）
- おかしな刑事（2013年、テレビ朝日）
- ラストシンデレラ（2013年、フジテレビ）
- ビター・ブラッド（2014年、フジテレビ）
- アウトバーン（2014年、フジテレビ）
- ディアシスター（2014年、フジテレビ）

### 配信ドラマ
- はだか拳（2021年8月30日、Xstream46） - 翔太郎 役[8]